# Tim Hagamen
Timothy Hagamen (New York, 9 luglio 1984) è uno schermidore statunitense.

## Palmarès
In carriera ha conseguito i seguenti risultati:
- Giochi Panamericani:

Rio de Janeiro 2007: oro nella sciabola a squadre.